# Ypthima tripunctata
Ypthima tripunctata är en fjärilsart som beskrevs av Embrik Strand 1909. Ypthima tripunctata ingår i släktet Ypthima och familjen praktfjärilar. Inga underarter finns listade i Catalogue of Life.